# Olena Rodina
Olena Rodina (ukrainisch Олена Родіна, wiss. Transliteration Olena Rodina, * 17. Mai 1975) ist eine ehemalige ukrainische, russische Skilangläuferin.

## Werdegang
Rodina trat international erstmals bei den Junioren-Weltmeisterschaften 1995 in Gällivare in Erscheinung. Dort gewann sie die Goldmedaille mit der russischen Staffel. Im November 1995 startete sie in Vuokatti erstmals im Weltcup und belegte dabei den 32. Platz über 5 km klassisch. Bei der Winter-Universiade 1999 in Štrbské Pleso lief sie auf den 13. Platz in der Verfolgung, auf den 11. Rang über 15 km Freistil und auf den zehnten Platz über 5 km klassisch und bei der Winter-Universiade 2001 in Zakopane auf den 19. Platz über 5 km Freistil, auf den 17. Rang über 5 km klassisch und auf den vierten Platz über 15 km Freistil. In der Saison 2001/02 startete sie für den ukrainischen Verband und holte in Nové Město mit dem 30. Platz über 5 km Freistil ihren einzigen Weltcuppunkt. Beim Saisonhöhepunkt, den Olympischen Winterspielen 2002 in Salt Lake City, kam sie auf den 56. Platz in der Doppelverfolgung, auf den 41. Rang über 10 km klassisch und auf den 38. Platz über 30 km klassisch. Ihr letztes Rennen im Skilanglauf absolvierte sie im März 2005 beim Wasalauf, den sie auf dem 14. Platz beendete. Von 2005 bis 2013 nahm sie für Russland an Rollerskirennen teil. Dabei gewann sie bei den Rollerski-Weltmeisterschaften 2005 und 2011 jeweils die Silbermedaille mit der Staffel und 2009 die Goldmedaille mit der Staffel.